# 中华人民共和国第九届大学生运动会
中华人民共和国第九届大学生运动会于2012年9月8日至9月15日在天津市举行，此次赛事由教育部、共青团中央和天津市人民政府共同主办。

## 概况
第九届大学生运动会共设12个项目，赛期约14天。此次赛事有来自全国各省区市、新疆生产建设兵团和香港、澳門34个代表团的6196名运动员、教练员，1196名裁判员参赛，参加田径、游泳、篮球、排球、足球、乒乓球、健美操、武术、定向越野、跆拳道、毽球、桥牌12个项目。其中，除定向越野外，均安排在天津市各高校体育场馆和海河教育园区进行。

## 象征

### 会徽
第九届大学生运动会会徽名为“青春飞扬”，会徽整体似一只展翅腾飞的“凤凰”冲天逐日的写意图，它是大学生运动会精神的形象化。

### 吉祥物
吉祥物取名为“快乐阳光——津津”，寓意阳光、快乐洒满津城。阳光既象征着光明与未来，也是青春和希望的象征，与开展全国亿万学生阳光体育运动相契合，寓意中国当代大学生团结、奋进、健康、快乐地成长。

### 口号
第九届大学生运动会以「团结、奋进、文明、育人」为主题。

## 开幕式

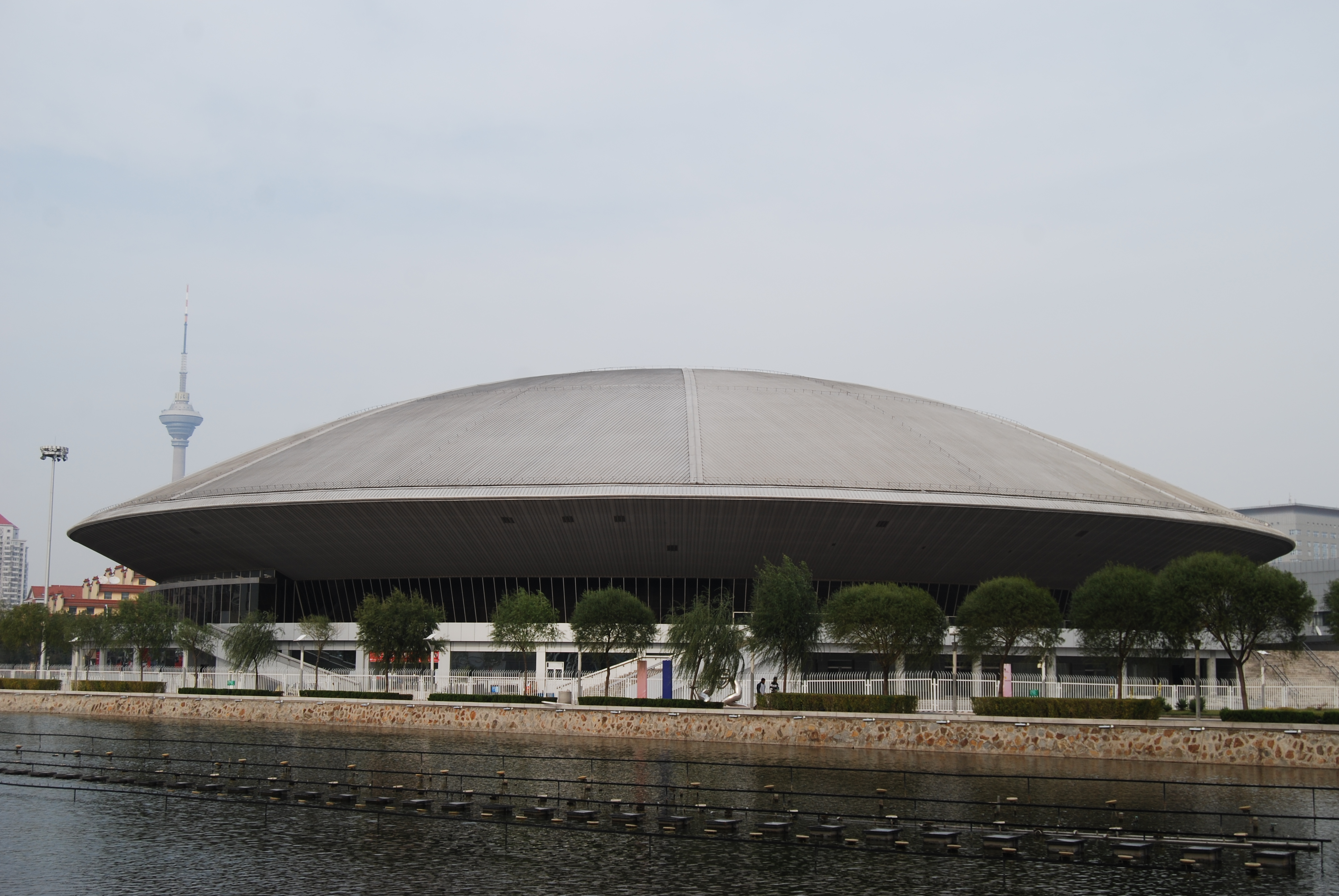
举办开幕式的天津体育中心

第九届全国大学生运动会开幕式原定在海河教育园区体育场举行，后因精简规模改在2012年9月8日20时在天津体育中心举行。中共中央政治局委员、天津市委书记张高丽宣布大赛开幕。